# Gríms saga loðinkinna

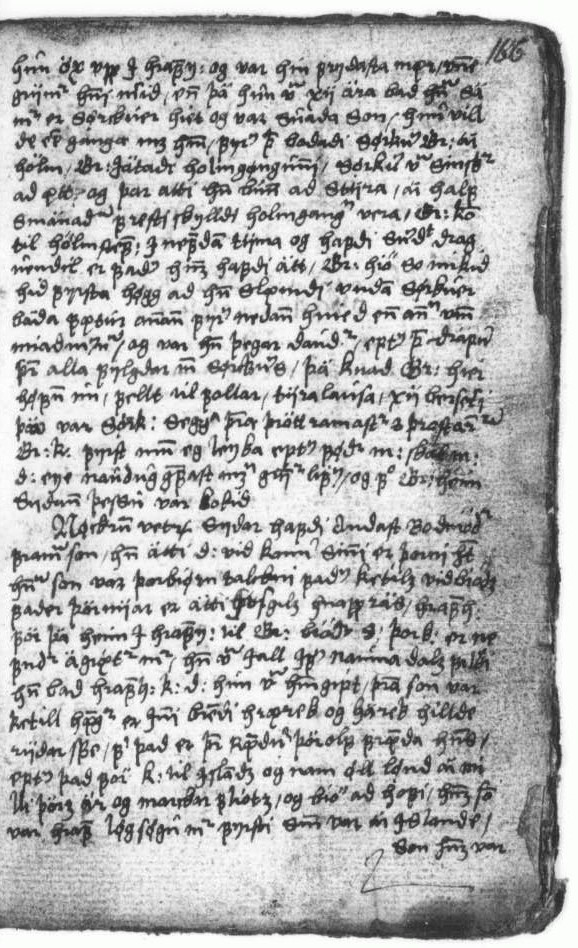
Gríms saga loðinkinna AM 109 a II 8.ºx folio

Gríms saga loðinkinna, o La saga de Grim mejillas peludas es una saga legendaria escrita en nórdico antiguo del grupo Hrafnistumannasögur sobre los parientes de Ketil Trout. Escrita en el siglo XIV el argumento tiene lugar en el siglo VIII en Noruega y trata sobre Grim, el hijo de Ketil Hoeng, y su novia. Por instigación de su malvada madrastra, la novia es raptada y entregada para vivir con los trolls, pero Grim sale al rescate y la encuentra.